# NGC 982
NGC 982 je galaksija u zviježđu Andromeda.

## Vanjske poveznice
- SEDS: NGC 982